# Léon Berman
Pour les articles homonymes, voir Berman.
Léon Berman, né  le 7 mai 1892 dans le 4e arrondissement de Paris et mort en déportation le 28 octobre 1943 à Auschwitz, est un grand-rabbin français, et un historien.

## Biographie
Léon Berman est né le 7 mai 1892 à Paris 4e, au 38, rue Saint-Louis-en-l'Île.
Il termine ses études rabbiniques au séminaire israélite de France (SIF) en 1919 et est nommé grand-rabbin de Lille en 1934.
Actif dans l'aide aux nombreux réfugiés juifs d'Allemagne au cours des années 1930, il écrit dans la revue Kadimah, et publie à Paris en 1937 son ouvrage : Histoire des Juifs de France des origines à nos jours (Prix Montyon 1938 de l’Académie française).
En 1939, il devient aumônier du 1er corps d'armée et fait la campagne de Hollande.
Durant la guerre, une circonscription rabbinique est créée à Cannes et Léon Berman y exerce la fonction de rabbin.
Raymond-Raoul Lambert, le dirigeant de l'UGIF-Sud, note dans son journal privé avoir écrit à la date du 4 octobre 1942, de Marseille, à la suite de déportation de Juifs français à Paris : « Mercredi 5 août. Visite des grands-rabbins Hirschler et Berman. Ils sont scandalisés du fait que le judaïsme officiel refuse d'intervenir. Le grand-rabbin de France, Isaïe Schwartz, a reçu un coup de téléphone pressant d'Hirschler, le sommant d'intervenir ; a répondu que « ce serait un coup d'épée dans l'eau. » Je téléphone en vain à Vichy pour tenter encore de sauver quelque chose ou quelques-uns. On me répond que personne n'est là. »
Léon Berman est arrêté avec sa famille le 15 octobre 1943 et déporté treize jours plus tard au départ de la gare de Bobigny dans le convoi No 61 vers Auschwitz où il est assassiné à son arrivée,.